# Był sobie chłopiec
Był sobie chłopiec (ang. About a Boy) – amerykańsko-brytyjsko-francusko-niemiecki komediodramat z 2002 roku w reżyserii Paula i Chrisa Weitzów na podstawie powieści Nicka Hornby’ego.

## Opis fabuły
Will nie pracuje, jest bogaty, nieżonaty i bezdzietny. Poszukując kandydatek na partnerkę, odkrywa, że miejscem,  gdzie można poznawać kobiety są grupy samotnych rodziców. Wymyśla na potrzeby takich spotkań synka o imieniu Ned i dołącza do takiej grupy. Gdy jest na dobrej drodze do uwiedzenia Susie, spotyka Marcusa, syna przyjaciółki Susie. Marcus jest dwunastolatkiem z problemami w domu i szkole. Z czasem rodzi się między nimi niezwykła więź.

## Obsada
- Hugh Grant – Will Freeman
- Toni Collette – Fiona Brewer
- Rachel Weisz – Rachel
- Nicholas Hoult – Marcus Brewer
- Natalia Tena – Ellie
- Sharon Small – Christine

## Nagrody i nominacje
Oscary za rok 2002
- Najlepszy scenariusz adaptowany – Peter Hedges, Chris Weitz, Paul Weitz (nominacja)

Nagrody BAFTA 2002
- Najlepszy scenariusz adaptowany – Peter Hedges, Chris Weitz, Paul Weitz (nominacja)
- Najlepsza aktorka drugoplanowa – Toni Collette (nominacja)

Złote Globy 2002
- Najlepsza komedia/musical (nominacja)
- Najlepszy aktor w komedii/musicalu – Hugh Grant (nominacja)

Nagroda Satelita 2002
- Najlepsza piosenka – „Something To Talk About”
- Najlepsza komedia/musical (nominacja)
- Najlepszy aktor w komedii/musicalu – Hugh Grant (nominacja)
- Najlepsza aktorka w komedii/musicalu – Toni Collette (nominacja)
- Najlepsza muzyka – Badly Drawn Boy (nominacja)